# Aurélien Ringelheim
Pour les articles homonymes, voir Ringelheim (homonymie).
Aurélien Ringelheim, né le 22 novembre 1979,, est un acteur et directeur artistique belge.
Très actif dans le doublage, il est une voix régulière de l'animation en France et en Belgique. Il est notamment connu pour être la voix française du personnage de Sacha dans la série d'animation Pokémon. Il fait également la voix française de Kai dans Lego Ninjago et de Donatello dans plusieurs séries de la franchise Les Tortues Ninja.

## Biographie
Aurélien Ringelheim a été formé au Conservatoire royal de Bruxelles. Il a rapidement su s'imposer dans le milieu du doublage français et belge et est connu pour être la voix du personnage de Sacha dans la série d'animation Pokémon,.

### Jeunesse et famille
Il est le fils de Foulek Ringelheim, romancier et juriste.

## Théâtre
- 1991-1992 : Le Caméléon blanc
- 1994 : Les Innocents
- 1999 : Sa Majesté des mouches
- 2000 : La Revue panique et Les lundis vous allez rire jaune
- 2001 : La Fourmilière
- 2002 : Le Lieutenant d'Inischmore
- 2011 : L'Écume des jours

## Filmographie

### Cinéma

#### Longs métrages
- 2000 : Regarde-moi de Frédéric Sojcher : ?
- 2010 : La Rafle de Roselyne Bosch : le tailleur de 9e ordonnance
- 2011 : HH, Hitler à Hollywood de Frédéric Sojcher : l'employé de la cinémathèque
- 2023 : La Graine d'Éloïse Lang : Léopold du Vieux Thier

#### Courts métrages
- 1997 : Des routes d'Elie Rabinovitch
- 2002 : Petits Désordres de Marie-Hélène Massin : le fils
- 2011 : Bloody Eyes de Joachim Olender
- 2014 : Famille à vendre de Sébastien Petretti : Xav, adulte

### Télévision
- 1996 : Le Poids d'un secret, téléfilm de Denis Malleval : Benjamin
- 1999 : Tombé du nid, téléfilm d'Édouard Molinaro : Hugo
- 2000 : Tel épris, téléfilm de Fabien Onteniente
- 2001 : Nana Coupeau, dite Nana, téléfilm en 2 parties d'Édouard Molinaro : Marmiton
- 2002 : La Torpille, téléfilm de Luc Bolland : Antoine
- 2003 : Ric Hochet, téléfilm de Gilles Bannier[réf. nécessaire] : ?
- 2003 : L'Adorable Femme des neiges, téléfilm de Jean-Marc Vervoort : Nicolas
- 2005 : Femmes de loi, épisode Meurtre à la carte de Gérard Cuq : Daniel[4]
- 2005 : Confessions d'un menteur, téléfilm de Didier Grousset : Mirko
- 2006 : Les Amants du Flore, téléfilm d'Ilan Duran Cohen : Toledano[5]
- 2007 : Chez Maupassant, épisode Histoire d'une Fille de ferme de Denis Malleval : le valet[6]
- 2008 : La Maison Tellier, téléfilm d'Élisabeth Rappeneau : Désiré
- 2010 : Paul et ses femmes, téléfilm d'Élisabeth Rappeneau : Sébastien Girard

## Doublage

### Cinéma

#### Films
- Jamie Campbell Bower dans :
  -  Twilight, chapitre II : Tentation (2009) : Caïus
  - Twilight, chapitre IV : Révélation, 1re partie (2011) : Caïus
  - Twilight, chapitre V : Révélation, 2e partie (2012) : Caïus

- 2000 : Crime + Punishment : Vincent (Vincent Kartheiser)
- 2002 : Ken Park : Tate (James Ransone)
- 2006 : 2h37 : Marcus (Frank Sweet)
- 2006 : Crazy Party : J. P. (Joel David Moore)
- 2006 : Idiocracy : Dr Lexus (Justin Long)
- 2007 : Son ex et moi : Manny (Fred Armisen)
- 2007 : Bratz : In-sé-pa-rables ! : Manny (William May)
- 2007 : Toi, moi... et mon chien : Ras (Kevin Sussman)
- 2009 : All About Steve : Howard (DJ Qualls)
- 2009 : Sœurs de sang : Garrett Bradley (Matt O'Leary)
- 2011 : Les Boloss : Will McKenzie (Simon Bird)
- 2011 : Fight Games : Pat (Jay Baruchel)
- 2012 : Fire with Fire : Vengeance par le feu : Calvin (Christopher Fisher)
- 2014 : Kenshin : Kyoto Inferno : Sojiro Seta (Ryūnosuke Kamiki)
- 2017 : Good Time : Dash (Barkhad Abdi)
- 2019 : Happy Birthdead 2 You : Samar Ghosh (Suraj Sharma)
- 2023 : Supercell : ? (?)
- 2024 : Arthur the King : ? (?)

#### Films d'animation
- 1999 : Jungle Jack 2 : La Star de la Jungle : Jungle Jack
- 2000 : Pokémon : Les Vacances de Pikachu (court métrage[7]) : Sacha
- 2000 : Pokémon : Pikachu à la rescousse (court métrage[8]) : Sacha
- 2000 : Pokémon : Pikachu et Pichu (court métrage[9]) : Sacha
- 2000 : Pokémon, le film : Mewtwo contre-attaque : Sacha
- 2000 : Pokémon 2 : Le pouvoir est en toi : Sacha
- 2001 : Pokémon 3 : Le Sort des Zarbi : Sacha
- 2005 : Les Héros Pokémon : Sacha
- 2005 : The Happy Elf : Eubie
- 2008 : Pokémon : Lucario et le Mystère de Mew : Sacha
- 2008 : Pokémon Ranger et le Temple des mers : Sacha
- 2008 : Pokémon : L'Ascension de Darkrai : Sacha
- 2009 : Pokémon : Giratina et le Gardien du ciel : Sacha
- 2009 : Pokémon : Arceus et le Joyau de la vie : Sacha
- 2009 : Barbie et les Trois Mousquetaires : un homme du régent et le bel homme
- 2010 : Beyblade, le film (en) : Ryutaro et Hélios enfant[10]
- 2011 : Pokémon : Zoroark, le maître des illusions : Sacha
- 2011 : Onigamiden : La Légende du Dragon Millénaire (en) : Jun Tendo
- 2012 : Pokémon : Noir – Victini et Reshiram et Pokémon : Blanc – Victini et Zekrom : Sacha
- 2013 : Pokémon, le film : Kyurem vs la Lame de la justice : Sacha
- 2013 : Pokémon, le film : Genesect et l'Éveil de la légende : Sacha
- 2013 : Inazuma Eleven : Tous unis contre l'équipe Ultime Ogre ! : Steve Grim
- 2015 : Pokémon, le film : Diancie et le Cocon de l'annihilation : Sacha
- 2016 : Pokémon, le film : Hoopa et le Choc des Légendes : Sacha
- 2016 : Pokémon, le film : Volcanion et la Merveille mécanique : Sacha
- 2017 : Pokémon, le film : Je te choisis ! : Sacha
- 2017 : Lego Ninjago, le film : Kai
- 2020 : Pokémon : Mewtwo contre-attaque - Évolution : Sacha
- 2022 : Le Destin des Tortues Ninja, le film : Donatello[n 1]
- 2024 : Haikyū!! : La Guerre des poubelles : Yū Nishinoya[11]

### Télévision

#### Téléfilm
- 2010 : Avalon High : Un amour légendaire : Miles (Joey Pollari)
- 2010 : Camp Rock 2 : Le Face à face : Nate Gray (Nick Jonas)
- 2011 : Homevideo : Jakob Moormann (Jonas Nay)
- 2012 : Amiennemies : Walker (Connor Price)

#### Séries télévisées
- Felix Ryan dans :
  - Power Rangers : Samurai (2011) : Spike Skullovitch
  - Power Rangers : Super Samurai (2012) : Spike Skullovitch

- Ruggero Pasquarelli dans :
  - Violetta (2012-2015) : Federico
  - Soy Luna (2016-2018) : Matteo

- GRΣΣK : Rusty « le baveux » Cartwright (Jacob Zachar)
- La Vie comme elle est : Ben Connor
- The Best Years : Rich Powell
- Alerte Cobra : divers personnages secondaires
- 2003-2008 : La Famille Serrano : José María « Boliche » (Andrés de la Cruz)
- 2004-2010 : Shameless : Ian Gallagher (Gerard Kearns)
- Degrassi : La Nouvelle Génération : Sav Bhandari (2e voix)
- Les Boloss : Loser attitude : Will McKenzie (Simon Bird)
- 2006 : Blind Justice : Ethan Archer (Devon Alan) (saison 1, épisode 7)
- iCarly : Jérémie « Pleins de germes » (Nathan Pearson), l'épicier pirate [Qui ?] (épisode Les Vidéos pirates) et voix additionnelles
- 2009 : Scrubs : Ed l'interne (Aziz Ansari)
- 2009-2010 : Jonas L. A. : Nick Jonas (Nick Jonas)
- 2010-2011 : Hellcats : Morgan Pepper (Craig Anderson)
- 2012-2016 : Les Bio-Teens : Marcus (Mateus Ward (en)) (8 épisodes)
- 2013 : Austin et Ally : Elliot (Cody Christian) (saison 2, épisode 9)
- 2022 : The Followers (pt) : Marcel (Cauê Campos (pt))
- 2022 : Chantal : Wibe Vanhecke (Seth Deconinck)

#### Séries d'animation
- .hack//Roots : Sakisaka
- Ah! My Goddess : Divers personnages
- Air Gear : Agito/Akito
- Area 88 (en) : Shin Kazama
- Babe My Love : Kippei Katakura
- Beyblade: Metal Fusion : Akira
- Beyblade: Metal Masters : Divers personnages comme Enzo Garcia, Salan
- Beyblade: Metal Fury : Ryuto
- Cubix : Connor
- Détective Conan : un habitant de l'île (épisodes 61 et 62), l'officier Wataru Takagi (épisode 67), l'agent Hitoshi Shinkai (épisodes 201 et 202)
- Défis extrêmes : La Tournée mondiale : Hugo
- Défis extrêmes : Retour à l'île : Hugo
- Défis extrêmes : Superstars : Hugo
- Défis extrêmes : Retour à la maternelle : Hugo
- Devichil : Setsuna Kai
- Dragon Booster : Artha Penn
- Fils de Wouf ! : Marley, le grand frère de Zoli
- Franklin la tortue : Raffin le renard (1re voix)
- Gowap : Gowap
- Hi Score Girl : Haruo
- Hikaru no go : Mitani
- Hunter × Hunter : Pokkle
- Inazuma Eleven : Steve
- Inazuma Eleven GO : Chrono Stone : Tezcat, Romeo (2e voix), Méca Mark, Zaphod Riker
- Initial D : Kenji
- Kimi ga nozomu eien : Takayuki Narumi
- L'Île des défis extrêmes : Hugo
- La Famille Berenstain : Sylvestre, un des cousins de Léon et Léa
- Le Monde secret du Père Noël : Guilfi
- Les Wirdozes : Digger
- Littlest Pet Shop : Jasper
- Medabots : Kōji Karakuchi
- Mes parrains sont magiques : Rémi Pleinauxas et Arthur Libovitch
- Ninjago : Kai
- One Piece : Funambules brothers (Roux), (voix additionnelles : l'homme qui demande à Nami de danser avec lui et un pirate de Lady Alvida (épisode 1), cuisiniers du Baratie)
- Paz le pingouin : Paz le pingouin
- Pokémon, la série : Sacha
- Reideen the Superior : Hayate Ootori
- Robot Chicken : Sacha
- Kimi ga nozomu eien : Takayuki Narumi
- Saint Seiya: Saintia Shō : Mirai
- Slugterra : Les Mondes souterrains : Billy
- Saiyuki : Son Gokū
- Teen Days, Futures Stars : Léo
- Les Tortues Ninja : Donatello
- Ultimate Spider-Man : Nova[n 2]
- Un écureuil chez moi : Rodney
- Winx Club : Andy (saison 4)
- Wow! Wow! Wubbzy! : Walter
- Yu-Gi-Oh! 5D's : Crow Hogan
- X-Men: Evolution : Kurt Wagner / Diablo
- Yu-Gi-Oh! Zexal : Flip
- Hajime no Ippo : Oda Yūsuke
- Wolverine et les X-Men : Kurt Wagner / Diablo
- 2014[n 3] : Haikyū!! : Yū Nishinoya
- 2017-2018 : Tempête de boulettes géantes : Flint Lockwood
- 2018-2020 : Le Destin des Tortues Ninja : Donatello[n 1]
- 2022 : Pokémon : Les Chroniques d'Arceus : Sacha (mini-série)
- 2025 : Magic Maker (en) : Shion Ornstien[12]

#### OAV
- Space Symphony Maetel : Nazca

### Jeux vidéo
- 2000 : Pokémon Puzzle League : Sacha
- 2001 : Franklin la tortue et le club secret : Raffin
- 2007 : Harry Potter et l'Ordre du phénix : Anthony Goldstein

### Direction artistique
Sauf indication contraire ou complémentaire, les informations mentionnées dans cette section proviennent du générique de fin de l'œuvre audiovisuelle présentée ici.

#### Films
- 2010 : Love and Secrets
- 2017 : 2:22
- 2017 : Stronger
- 2018 : The Open House
- 2018 : Upgrade
- 2018 : The Unthinkable
- 2021 : Masquerade
- 2021 : Défense d'atterrir
- 2022 : Les Huit Montagnes
- 2022 : American Carnage (en)
- 2023 : Kandahar (avec Déborah Perret)
- 2024 : Sweethearts (en)

#### Films d'animation
- 2010 : Beyblade, le film (en)[10]
- 2010 : Inazuma Eleven : Tous unis contre l'équipe Ultime Ogre ! (avec Dominique Wagner[13])
- 2015 : Lego Marvel Super Heroes : Avengers, tous ensemble ! (court métrage)
- 2015 : Marvel Super Heroes : Les Gladiateurs de la glace
- 2018 : Lego Marvel Super Heroes : Black Panther - Dangers au Wakanda (court métrage)
- 2022 : La Guerre des Dieux (en)
- 2023 : Léo, la fabuleuse histoire de Léonard de Vinci

#### Téléfilms
- 2012 : Skylar Lewis : Chasseuse de monstres

#### Séries télévisées
- 2009-2013 : Misfits
- 2012 : Halo 4 : L'Aube de l'espérance
- 2012-2013 : Marvin Marvin
- 2012-2014 : The Neighbors
- 2013-2023 : Les Goldberg
- 2014-2017 : Halt and Catch Fire
- 2014-2019 : Transparent
- 2014-2020 : Power (avec Rosalia Cuevas)
- 2014-2020 : Henry Danger
- 2016-2019 : Bordertown
- 2018 : Waco (mini-série, avec Benoît Du Pac)
- 2021 : Mister 8
- 2022 : Single Drunk Female
- 2022 : Bosé (es)
- 2023 : Waco : L'Après (mini-série, avec Benoît Du Pac)
- 2024-2025 : J'irai cracher sur vos tombes (avec Marie-Line Landerwijn)

#### Séries d'animation
- 2004-2006 : Initial D : Fourth Stage (avec Marie-Line Landerwijn)
- 2007-2008 : Tai Chi Chasers
- 2009-2010 : Beyblade: Metal (avec Alexandra Correa, saisons 1 et 2)
- 2010 : Avengers : L'Équipe des super-héros
- 2011 : Marvel Anime : Wolverine
- 2011-2014 : Inazuma Eleven GO (avec Julie Basecqz)
- 2012 : Yu-Gi-Oh! Zexal (épisodes 1 à 49, avec Dominique Wagner)
- 2012 :

BeyWheelz (en)
- 2013 : BeyWarriors: BeyRaiderz
- 2013-2019 : Avengers Rassemblement
- 2014-2018 : Star Wars Rebels
- 2016-2017 : Star Wars : Les Aventures des Freemaker
- 2017-2018 : Star Wars : Forces du destin (avec Hervé Bellon, Stéphane Marais et Hervé Rey)
- 2018-2019 : Saint Seiya: Saintia Shō
- 2018-2020 : Star Wars Resistance
- 2018-2020 : 101, rue des Dalmatiens
- 2020 : ThunderCats Rrrr
- 2020 : Darwin's Game (avec Bruno Buidin)
- 2021 : Hit-Monkey (saison 1)
- 2021-2022 : Ninja Express
- 2022-2024 : Alice et la pâtisserie des merveilles

## Voix-off
Livres audio
Aurélien Ringelheim est seul narrateur ou co-narrateur des livres audio suivants :
- Les Enfants de la liberté[15], de Marc Levy (Audiolib, février 2008 ; co-narrateur, avec Emmanuel Dekoninck, Patrick Donnay, Fabienne Loriaux et Julie Basecqz)
- Les Gens du Balto[16] de Faïza Guène (Audiolib, octobre 2008 ; co-narrateur, avec Cachou Kirsch, Patrick Donnay et Julie Basecqz)
- Joyland[17],[18], de Stephen King (Audiolib, novembre 2014)
- La Boîte de Pandore de Bernard Werber lu par Aurélien Ringelheim (Audiolib, Mars 2019)
- La Prophétie des abeilles de Bernard Werber lu par Aurélien Ringelheim (Audiolib, novembre 2021)

Chaînes tv
- Ouftivi (septembre 2021-août 2023)
- Auvio Kids TV (depuis 2023)